# 프레세페 성단
프레세페 성단(Praesepe) 또는 벌집 성단(Beehive Cluster), M44, NGC 2632, Cr 189는 게자리 방향에 있는 산개성단이다. 프레세페는 지구에서 매우 가까운 곳에 있는 성단으로 다른 근지구 성단들에 비해 항성의 수가 더 많다. 맨눈에 프레세페 성단은 작고 흐릿한 천체 하나처럼 보인다. 고전 천문학자 프톨레미는 이 성단을 '게의 심장 부분에 있는 흐릿한 덩어리'로 묘사했으며, 갈릴레이가 자신의 망원경으로 처음 관측한 천체들 중 하나이기도 하다.

## 역사
갈릴레오 갈릴레이는 1609년에 이 희뿌연 천체를 최초로 망원경을 이용하여 관측했으며, 이 성단이 40 개의 별로 이루어져 있음을 확인하였다. 이후 1769년 3월 4일 샤를 메시에는 자신의 목록에 오리온 성운 및 플레이아데스 성단과 함께 프레세페를 포함시켰는데, 메시에 목록의 천체들은 혜성과 혼동하기 쉬운 어두운 것들이 대부분인 데 반해 프레세페 성단은 꽤 밝기 때문에 앞의 셋은 특이한 선정 사례로 볼 수 있다. 메시에가 이런 이질적인 천체들을 본인의 천체목록에 넣은 이유로 당대 자신의 라이벌이었던 라카유의 목록(1755년 출판, 천체 42 개 수록)보다 많은 양의 천체를 수록하고 싶어했기 때문이라는 추측이 있다. 괴팅겐 천문대장이었던 빌헬름 슈어는 1894년 프레세페 성단의 지도를 그렸다.

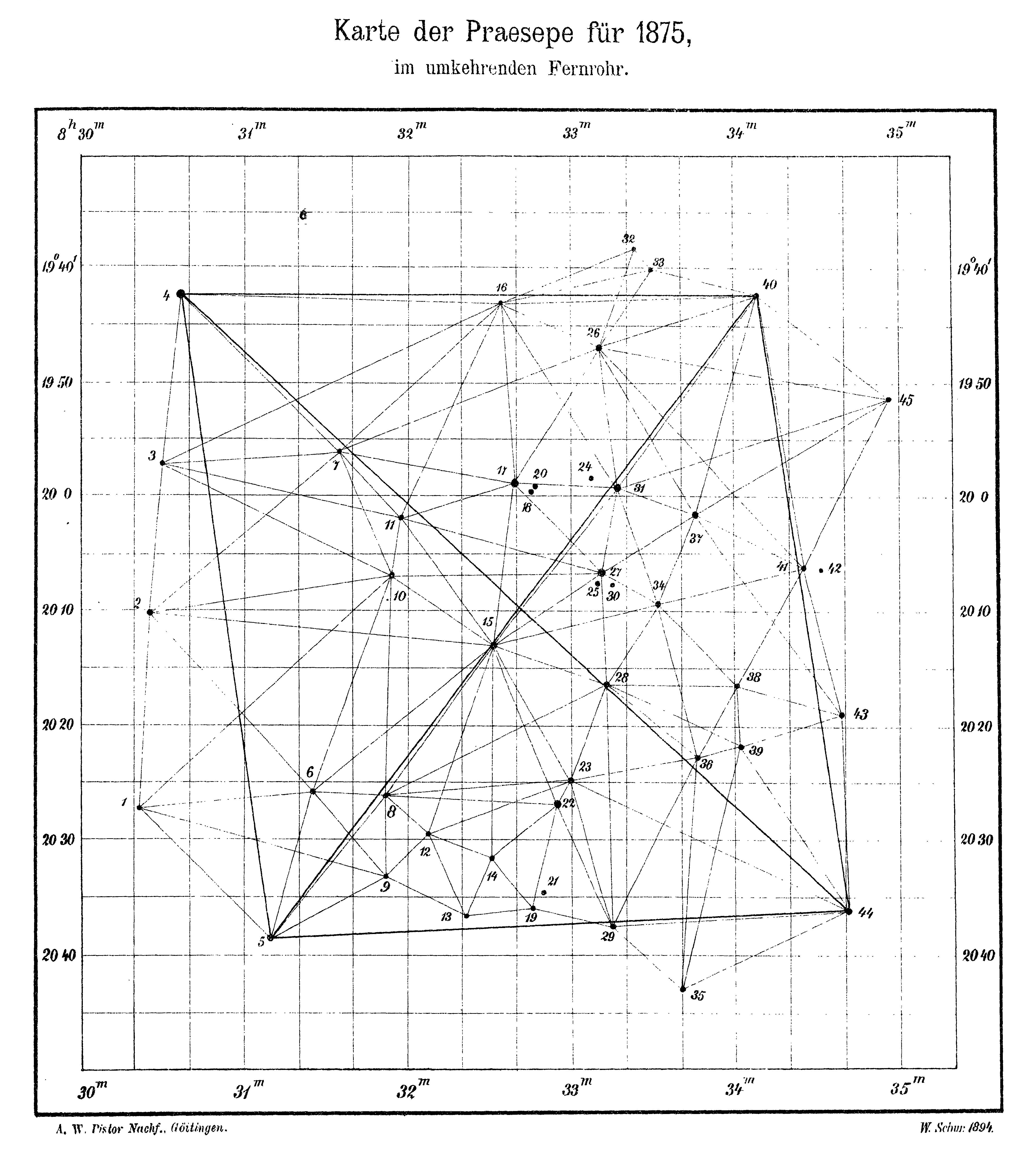
1894년 빌헬름 슈어가 작성한 프레세페 성단의 지도.

고대 그리스인들과 로마인들은 이 천체를 디오니소스와 실레노스가 티탄족을 맞아 전장에 나갈 때 타고 간 당나귀 두 마리(성단 근처에 있는 항성 아셀루스 보레알리스와 아셀루스 오스트랄리스)의 '여물통'으로 여겼다.
기원전 130년 경 히파르코스는 이 성단을 자신의 성표에 '네펠리온' Nephelion (작은 구름)으로 등재했다. 프톨레미의 알마게스트에는 프레세페가 '일곱 성운들'(이들 중 넷이 진짜 성운이다.) 중 하나로 수록되어 있으며 '게의 심장에 있는 희뿌연 덩어리'로 묘사되어 있다. 기원전 260 ~ 270년 경 아라토스는 프레세페를 자작시 Phainomaina에서 '아클루스' Achlus (작은 안개)로 표기했다.
이 성단의 위치는 동아시아의 별자리에서 이십팔수 중 귀수(鬼宿)에 해당된다. 고대 중국인들은 프레세페를 마차를 타고 있는 귀신이나 악마로 생각했으며 그 외관을 '버드나무의 꽃차례에서 불려 날아온 꽃가루로 된 구름'에 비유했다. 혹은 조금 덜 낭만적인 이름인 적시기(積屍氣, 쌓인 시체에서 나오는 냄새)로 부르기도 했으며 이를 줄여서 적시(積屍, 쌓인 시체)로 표기했다.

## 위치 및 관측
프레세페는 히아데스 성단과 나이, 고유운동이 일치하므로 둘은 같은 곳에서 태어난 것으로 보인다. 두 성단 모두 다수의 주계열성과, 항성진화의 후반부를 보여주는 적색거성과 백색왜성들을 구성원으로 거느리고 있다.
프레세페까지의 거리는 종종 520 ~ 610 광년(160 ~ 187 파섹)으로 언급되어 왔으나 프레세페 구성원들의 개정판 히파르코스 시차(2009년)와 최신 적외선 색등급도에 따르면 593 광년(182 파섹) 정도인 것으로 추정된다. 성단의 나이는 6억 년 정도로 보이며 이는 히아데스의 나이인 6억 2500만 년과 맞먹는다. 밝게 보이는 성단 중심부의 지름은 약 23 광년(7 파섹)이다.
관측상 프레세페는 매년 2월부터 5월까지 초저녁 게자리가 남중할 때 제일 쉽게 관측할 수 있으며 맨눈에 작고 흐릿한 구름처럼 보인다. 시지름은 1.5°로 쌍안경이나 소형 저배율 망원경의 시야각 내에 넉넉히 들어온다.

## 형태와 조성
여타 모든 성단들과 마찬가지로 프레세페 역시 질량 분리 과정을 거쳤다. 이는 밝고 무거운 항성들은 성단 중심부에 집중되며 어둡고 가벼운 항성들은 성단의 헤일로(코로나로 부를 때도 있음) 부분에 몰린다는 뜻이다. 프레세페의 핵 부분 반지름은 11.4 광년(3.5 파섹), 질량 50%가 몰린 범위의 반지름은 약 12.7 광년(3.9 파섹), 조석 반지름은 대략 39 광년(12 파섹)이다. 그러나 조석 반지름 범위에는 성단의 진짜 구성원이 아니라 그저 지나가는 중인 항성들 역시 다수 포함되어 있다.
프레세페 성단에는 전부 다 합쳐서 최소 중력적으로 묶인 항성들이 1000 개가 있고 이들의 질량은 대략 태양의 500 ~ 600 배에 이른다. 최근의 연구에 따르면 성단의 구성원일 가능성이 높은 1010 개 항성들 중 68%가 적색왜성이며, 30%는 태양 비슷한 F/G/K  분광형의 항성들이고, 약 2%가 분광형 A의 밝은 항성들이라 한다. 성단에는 거성 다섯 개도 있는데 이들 중 넷의 분광형은 K0 III이고 나머지 하나는 G0 III이다.
지금까지 성단에서 발견된 백색왜성은 전부 11 개로 이들은 과거 성단에서 가장 질량이 큰 항성들이 진화의 최종 단계에 이른 것이며 주계열이었을 시절 이들의 분광형은 B였을 것이다. 그러나 프레세페에 갈색왜성은 극히 드문데 이들은 과거 헤일로 영역에 있었지만 조석력 때문에 성단을 이탈한 것 같다.
성단 전체의 겉보기 등급은 3.7이다. 성단에서 아주 밝은 별들은 청백색 빛을 뿜으며 겉보기 등급은 6 ~ 6.5이다.

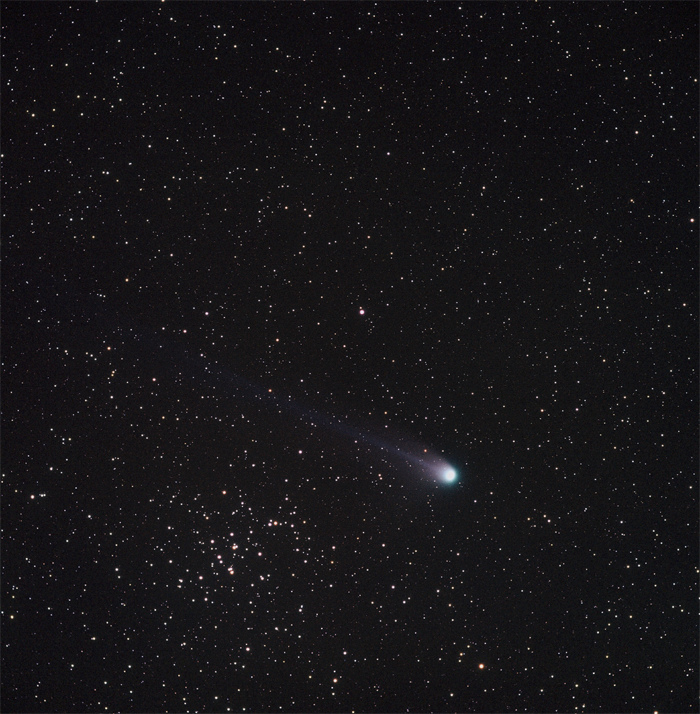
프레세페 성단 앞을 지나가는 혜성 C/2001 Q4 (NEAT).

## 행성
2012년 9월 프레세페 성단에서 별개의 항성들을 돌고 있는 외계 행성 두 개가 발견되었다. 이 발견은 성단에 있는 '태양 비슷한 항성'을 도는 행성으로서 최초 사례라는 점에서 의미가 있다. 2012년 전에도 성단에서 행성이 발견되기는 했으나 주인별이 태양과 비슷한 별인 경우는 없었다.
발견된 행성들은 각각 Pr0201 b, Pr0211 b 명칭을 받았으며 이름 끝 소문자 'b'는 이 천체들이 행성이라는 뜻이다. 두 행성 모두 목성급으로 질량이 크지만 항성에 매우 가까이 붙어 있어 뜨거운 목성으로 분류된다.
샘 퀸 연구진은 하버드-스미스소니언 천체물리학 센터의 데이빗 래섬과 협력하여 프레드 로렌스 휘플 천문대에서 두 행성을 발견했으며, 이 업적은 천체물리학 저널 서신에 게재되었다.
2016년 Pr0211 계에서 행성 Pr0211 c가 추가로 발견되었다.

## 같이 보기
- 메시에 천체 목록
- 메시에 천체
- 신판일반목록